# Fabian Trettenbach
Fabian Trettenbach (* 17. Dezember 1991 in Burglengenfeld) ist ein deutscher Fußballspieler.

## Karriere
Trettenbach spielte in den Jugendmannschaften des FC Bayern München und des 1. FC Nürnberg. 2010 wechselte er zum Drittligisten VfR Aalen, wo er sich jedoch nicht durchsetzen konnte. Sein Vertrag wurde am 1. Februar 2011 aufgelöst. Danach war Trettenbach knapp ein halbes Jahr vereinslos. Von Juli bis August 2011 spielte er für den Bayernligisten SV Seligenporten, dann wurde Fabian Trettenbach vom SSV Jahn Regensburg unter Vertrag genommen, wo er zwei Jahre für die U23 in der Bayernliga auflief. 2013, nach dem Abstieg der Regensburger in die Dritte Liga, erhielt er einen Profivertrag für ein Jahr. In der Saison machte der junge Außenverteidiger mit guten Leistungen auf sich aufmerksam, hatte aber enormes Verletzungspech. Beim Auswärtsspiel in Duisburg zog er sich einen Außenbandanriss zu, die Sprunggelenks-OP in der Winterpause hielt ihn lange in Schach. Dennoch wurde sein Vertrag am Saisonende um zwei weitere Jahre verlängert. Ende August 2016 schloss er sich dem Bayernligisten DJK Vilzing an.